# Женские трусы

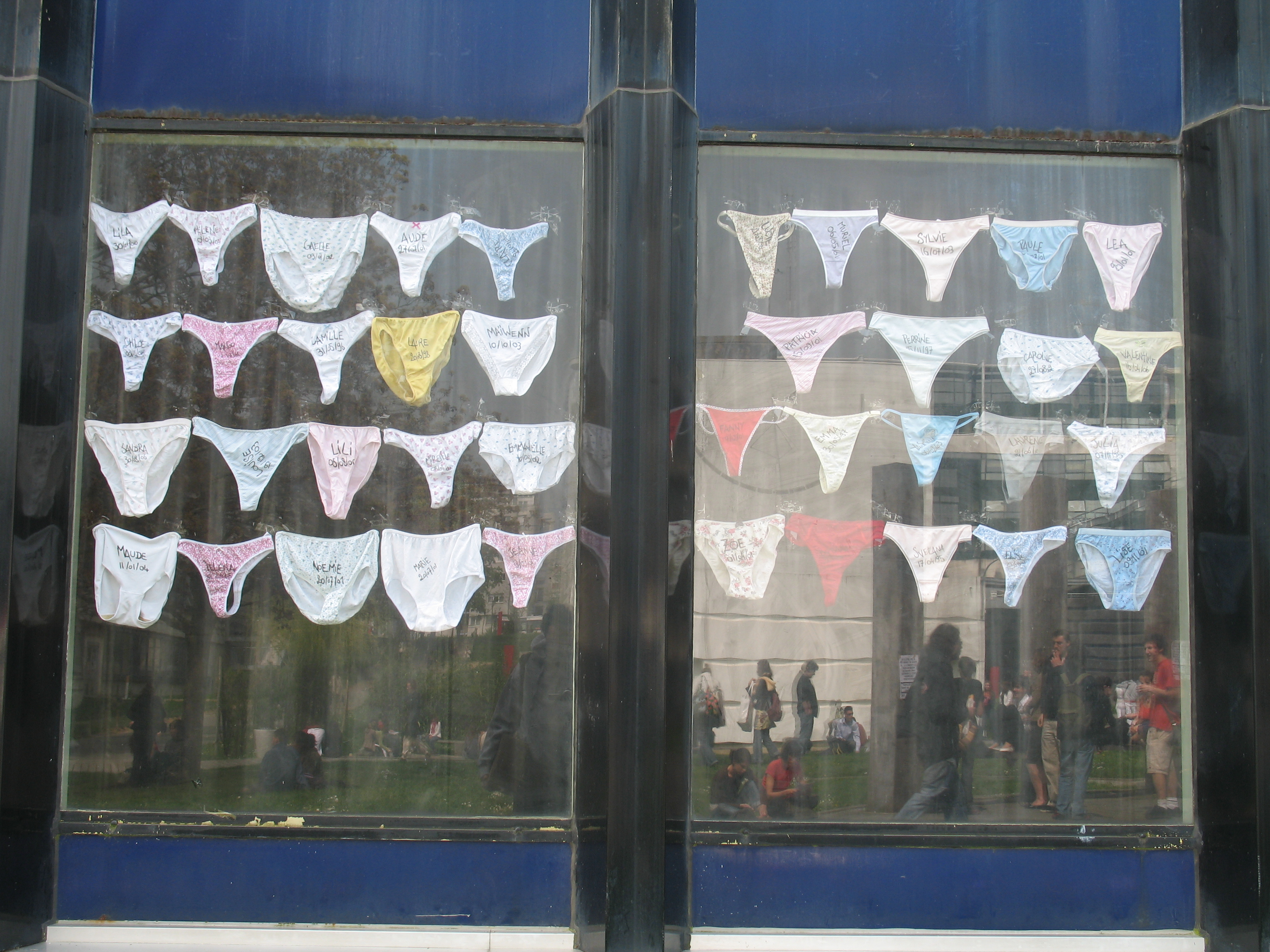
Разнообразие фасонов женских трусов

Же́нские трусы́ — форма женского нижнего белья, предназначенного для ношения женщинами или девочками в области непосредственно ниже талии. Все трусы построены из типичных компонентов, включающих в себя эластичный пояс, промежностную панель для покрытия области половых органов (как правило, выложена из абсорбирующего материала — хлопка) и пару отверстий для ног, которые, как и пояса, часто делаются из эластичной ткани. Сегодня женское нижнее бельё столь же многообразно, сколь и многофункционально. Современные модели трусов сильно отличаются от своих предшественников — панталон. Термин впервые был использован для описания в 1924 году.

## История
Женские трусы, как и многие другие детали нижнего белья, заимствованы у мужчин, и в целом имеют давнюю историю. Подобие трусов мужчины носили ещё тогда, когда приходилось бегать за пищей по лесам, горам и прочей пересечённой местности. Сначала это были просто шкуры, повязанные на бёдрах, затем — полоски ткани или кожи. Суть их была проста — защитить репродуктивные органы от повреждений.
С развитием цивилизации в северных широтах менялся внешний вид данной части одежды — здесь трусы больше напоминали узкие штаны. Теперь, помимо защитной функции, добавилось ещё и утепление. Но женщины по-прежнему обходились без этой части гардероба, поскольку большую часть времени проводили дома.
Неизвестно, когда бы трусики попали в женский гардероб, если бы не придворные, с их стремлением к изысканным нарядам. Так в конце XVIII — начале XIX веков появились первые женские трусы длиной до колена или до щиколотки. Они носили название панталоны. Шили их из батиста и шёлка, а украшали тончайшими кружевами и рюшами. В этот период времени нижнее бельё перестало просто согревать и защищать, перейдя в разряд очередного украшения. Правда, подобную роскошь могли позволить себе только избранные, женщины из простого народа по-прежнему обходились без трусиков или заменяли их обычными мужскими штанами из грубого льна.
Панталоны продержались вплоть до середины XX века, правда, с небольшими изменениями: их укоротили до колена, сделали уже и убрали большую часть кружев. Менялись стили одежды, мода, менялись и силуэты трусиков. Но безвозвратно ничего не ушло. Сейчас производители нижней одежды предлагают широкий выбор всевозможных моделей женских трусов, на все случаи жизни, от супер мини до макси.

## Материал

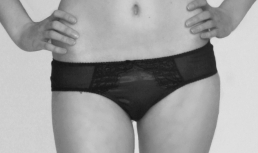
Женские трусы разновидности «Бойшортс»

Сегодня женские трусы изготовляют из самых различных материалов: хлопка, нейлона, эластана, вискозы, модала, полиэстера и т. д. Самым популярным и безопасным для здоровья является натуральный хлопок, в который добавляется небольшой процент синтетических волокон, что позволяет придать изделию эластичность и долговечность.
Детское нижнее бельё часто изготавливают из 100 % хлопка, чтобы избежать возможности появления аллергии.

## Размеры женских трусов

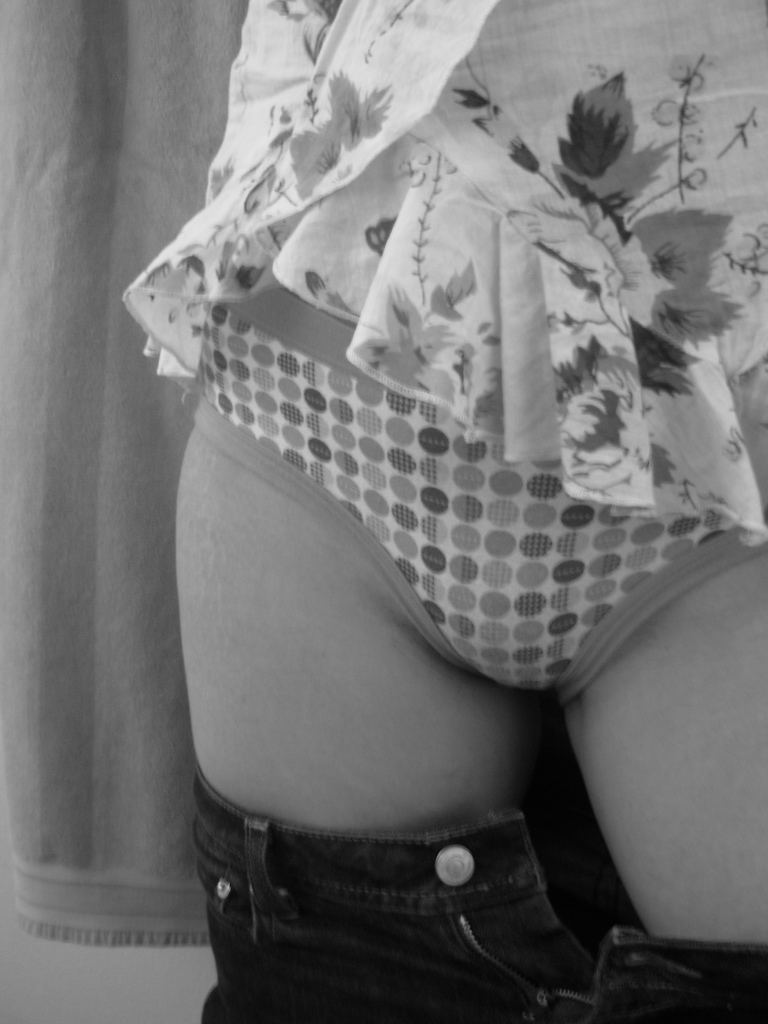
Женские трусы разновидности «Кюлот»

Обычно все производители приводят на упаковке размерную таблицу своих моделей, так что подобрать нужные трусы без примерки достаточно просто.
| Международный  | XS | S  | M  | L  | XL | XXL | XXXL |
| -------------- | -- | -- | -- | -- | -- | --- | ---- |
| Россия         | 40 | 42 | 44 | 46 | 48 | 50  | 52   |
| Франция        | 38 | 40 | 42 | 44 | 46 | 48  | 50   |
| Германия       | 36 | 38 | 40 | 42 | 44 | 46  | 48   |
| Италия         | 1  | 2  | 3  | 4  | 5  | 6   | 7    |
| Великобритания | 8  | 10 | 12 | 14 | 16 | 18  | 20   |

## Разновидности
В мире различают три основных вида женских трусов — макси, миди и мини, от закрытого выреза до максимально открытого соответственно. Трусики maxi в основном идут с опущенной на бёдра линией талии. В этих категориях существуют различные виды покроя:

1 — Слип
2 — Трусы корсетные
3 — Трусы корректирующие
4 — Хипстер или заниженные кюлот
5 — Бикини
6 — Бойшортс или трусы-шорты
7 — Танга
8 — Тонг
9 — Джи-стринг

### Макси
- Трусы-шорты или Бойшортс (от англ. boyshorts) — модель трусов, у которой передняя и боковая часть имеют одну длину.

- Трусы-пояс — трусы со съёмными пажами для чулок и с усилительными деталями.

- Трусы корсетные — трусы с сильным формирующим эффектом, который достигается с помощью уплотнителей в области проблемных зон.

- Пла́вки — трусы для плавания, в основном делаются из быстро сохнущих эластичных синтетических тканей.

- Пантало́ны (от итал. pantaloni) — корсетное изделие с высокой линией талии. Могут иметь уплотнители в области проблемных зон.

### Миди
- Слип — традиционные трусы, закрывающие ягодицы, с вырезом до середины бедра. Резинка может находиться на уровне талии, а может опускаться до середины бедра.
- Кюло́т (от фр. culotte) — трусы с полномерной задней частью и низким вырезом бедра. Существует также заниженный вариант кюлот — хипстер.
- Бики́ни (от англ. bikini) — трусы с очень низкой линией пояса, резинка расположена практически на бёдрах. Передняя и задняя часть состоят из двух треугольников ткани.

### Мини
- та́нга (от итал. tanga) — трусы, состоящие из двух треугольников с очень узкой соединительной полоской на бёдрах в виде полосы ткани или резинки.
- бразильяна или чикибоксеры (англ. cheeky и boxers) — трусы, прикрывающие верхнюю часть ягодиц.
- стри́нги (от англ. string), они же тонг (от англ. thong) — трусы, максимально оголяющие ягодицы; различают несколько видов:
  - джи-стринг (от англ. G-string) когда задняя часть представляет собой небольшой треугольник из ткани.
  - ви-стринг (от англ. V-string) когда треугольник сзади образуют полоски ткани.
  - ти-стринг (от англ. T-string) когда задняя (T-back) или передняя (T-front) часть представляет собой пересечение тонких полосок ткани в виде буквы «T».
  - си-стринг (от англ. C-string) когда боковые части отсутствуют вообще.

Существуют ещё 3 вида трусов макси, которые перешли из мужского гардероба в женский: брифы, боксеры, джокейз[en].

## Альтернативные названия
В англоязычных странах, в частности в Великобритании, Ирландии, Канаде, Австралии, Новой Зеландии, Индии и других странах Содружества наций, а иногда и в Соединённых Штатах — knickers (рус. трусики) — это слово, которое используется для описания женщин и редко для описания женского нижнего белья, мужского нижнего белья и спортивной одежды. В Соединённых Штатах она чаще используется как сокращение от слова knickerbockers (рус. бриджи), штаны для игры в гольф, называемые также дополнительные печи.
Слово «трусики» несёт игривый оттенок. Слово употребляется в английском во многих выражениях. Фраза «Штанишки для вас!» превратилась в распространённый способ сказать кому-либо, что никого не интересуют они и их мнение. Фраза «Не получить ваши трусики в поворот» (то есть: Не выкручивайте трусики — don’t get your knickers in a twist) часто используется как способ сказать кому-то «успокойся и не сердись». Фраза «Шуба и никаких трусиков!» описывает женщину, которая выглядит богатой и гламурной, но на самом деле не так стильна. Фраза «О, трусики» является мягким ругательством, которое используется, когда что-то пошло не так. «Шлюшкины трусики» — фраза, применимая к женщинам, которые одеваются подобным образом. Французскими трусиками называют просторные трусы-боксёры, которые могут быть изготовлены из шёлка или атласа, как правило, с кружевной отделкой.
В старину словом трусики называли предмет мужской одежды, такие как бриджи, также известный как плюс двое или брюки-гольф в британском английском. Термин knickerbockers исторически связан с британским английским, но кроме этого, он также используется и в Северной Америке. Термин «knickers» по-прежнему используется для обозначения бриджей в американском английском. Тем не менее, принятие термина «knickers» в XX веке для обозначения нижнего белья женщин в английском языке вызвало огромное использование термина «knickers» и «knickerbockers».
На данный момент существует множество слов для обозначения нижнего белья женщин (например: тонг, стринги, бикини, трусы, шорты, танга и другие), которые гораздо чаще иногда называют просто «трусиками».

## Использование слова «трусы» в значении «шорты»
При чтении текстов 20-х — 30-х годов XX века необходимо учитывать, что тогда словом «трусы» / «трусики» назывались шорты.
Например:
«Тимур заглянул в распахнутое, выходящее в сад окно. У стола возле кровати в трусах и майке сидела Женя и, нетерпеливо откидывая сползавшие на лоб волосы, что-то писала. Увидав Тимура, она не испугалась и даже не удивилась. Она только погрозила ему пальцем, чтобы он не разбудил Ольгу, сунула недоконченное письмо в ящик и на цыпочках вышла из комнаты». (Гайдар А. «Тимур и его команда»).